# 小西灣邨

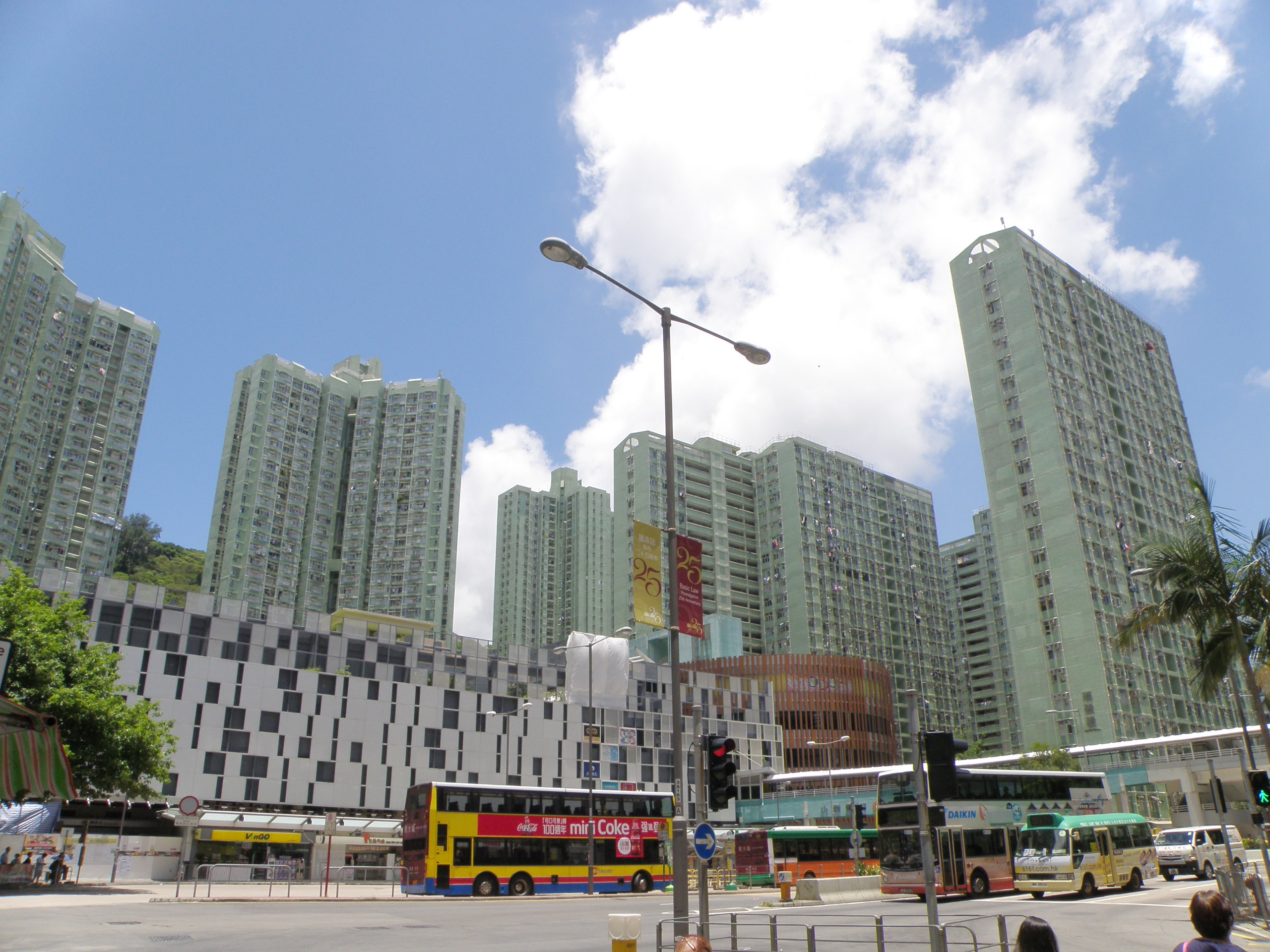
小西灣邨西北面

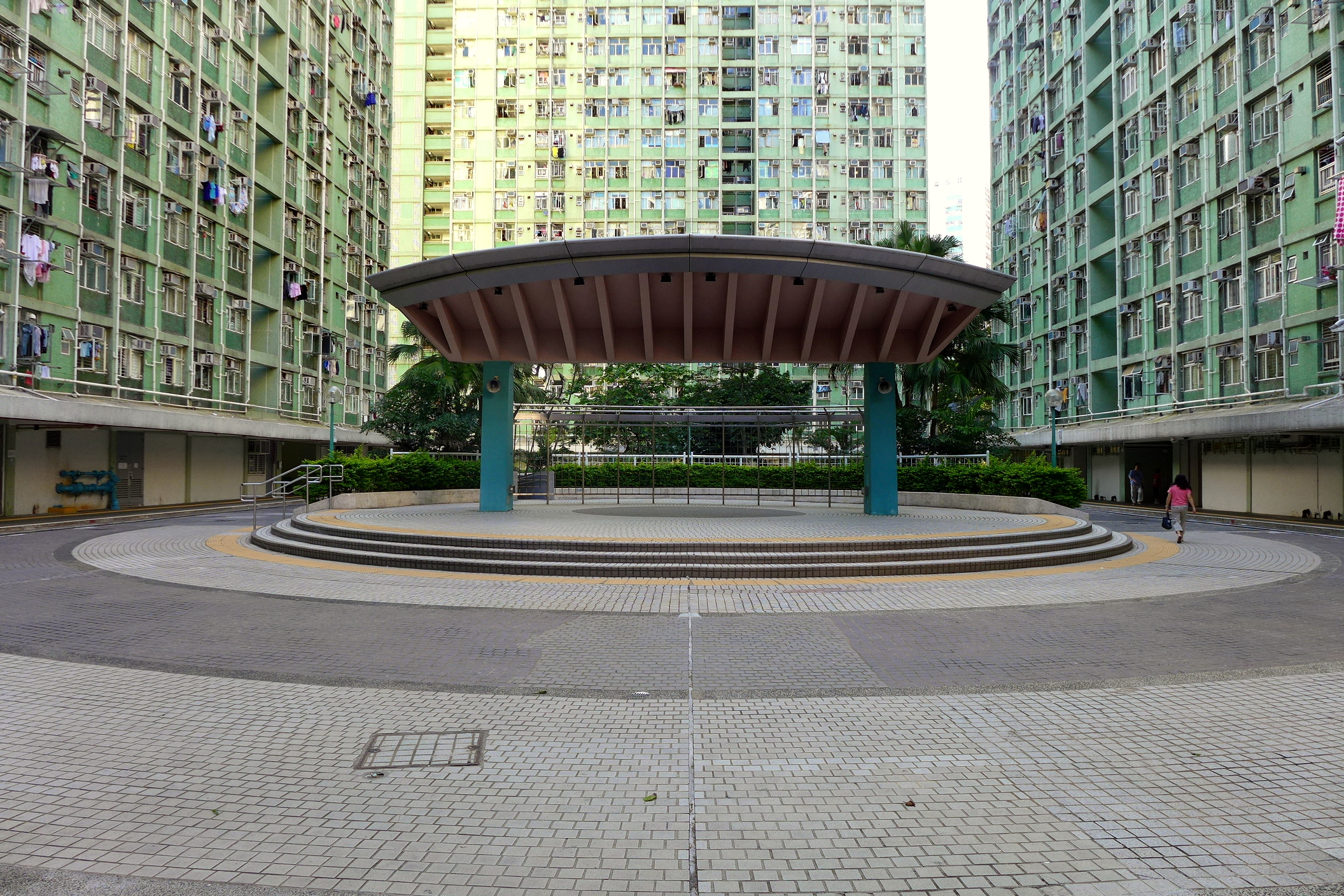
第二期設露天劇場

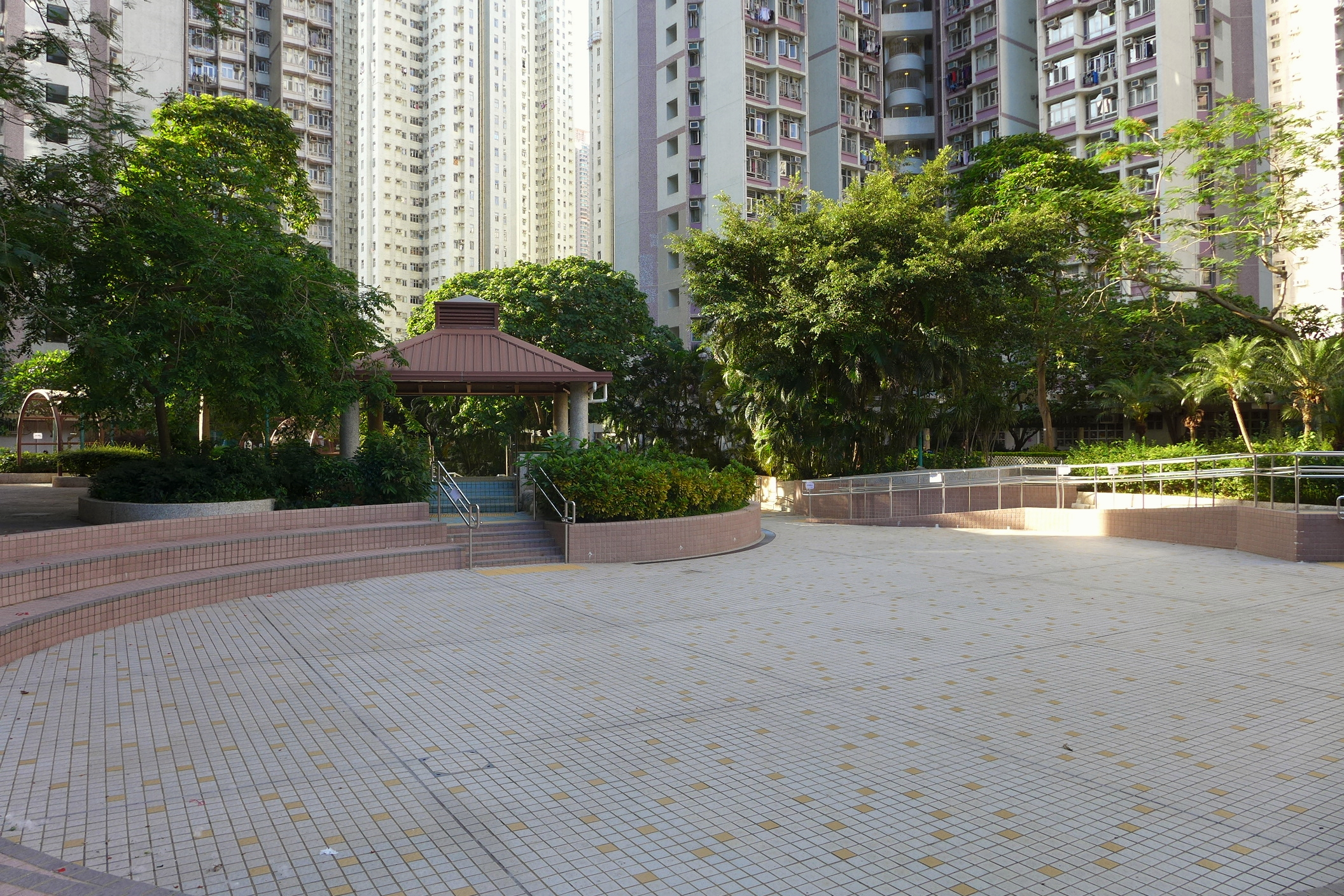
第三期原有的噴泉及人工湖於2010年夷為平地

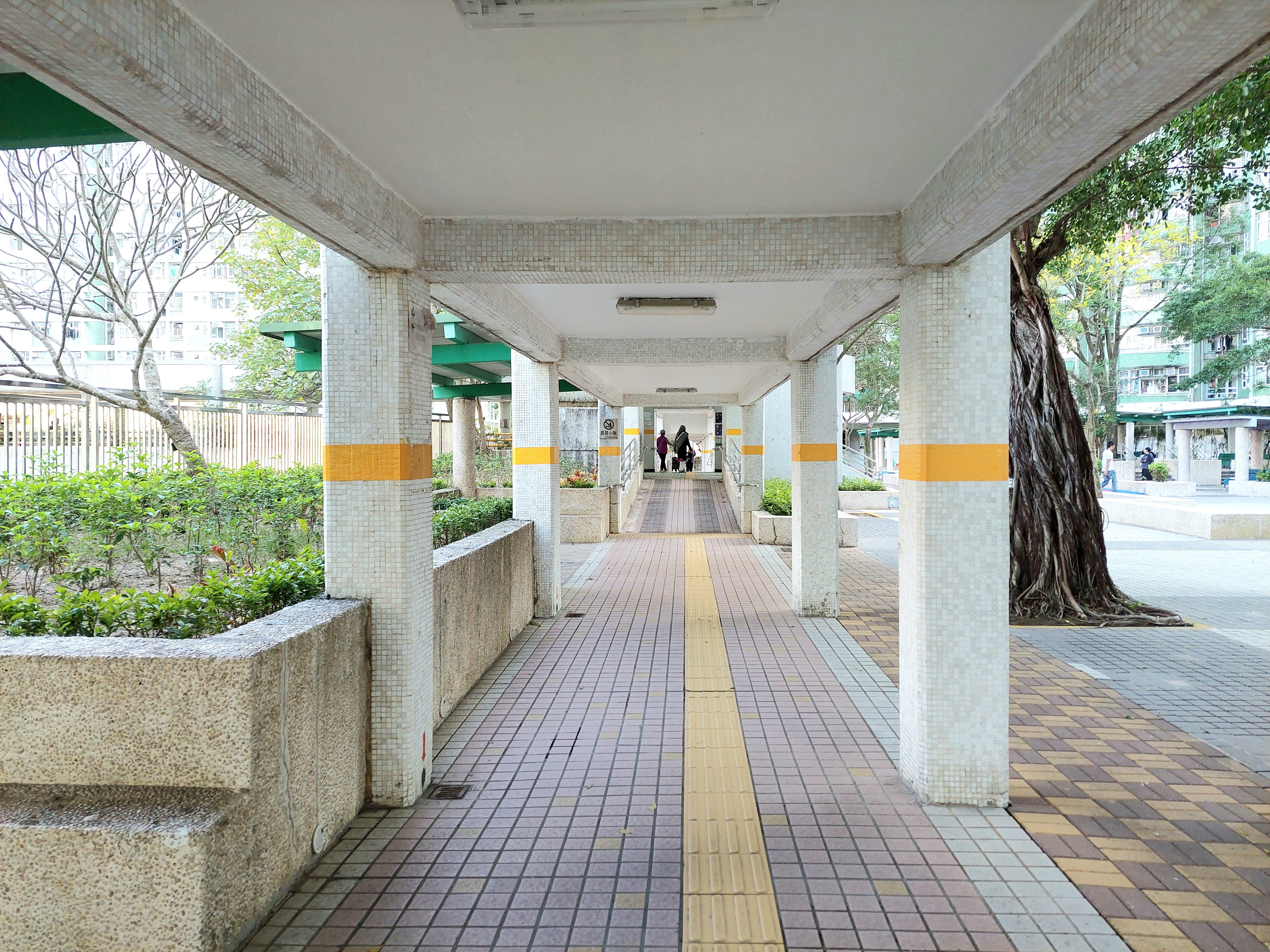
有蓋行人道

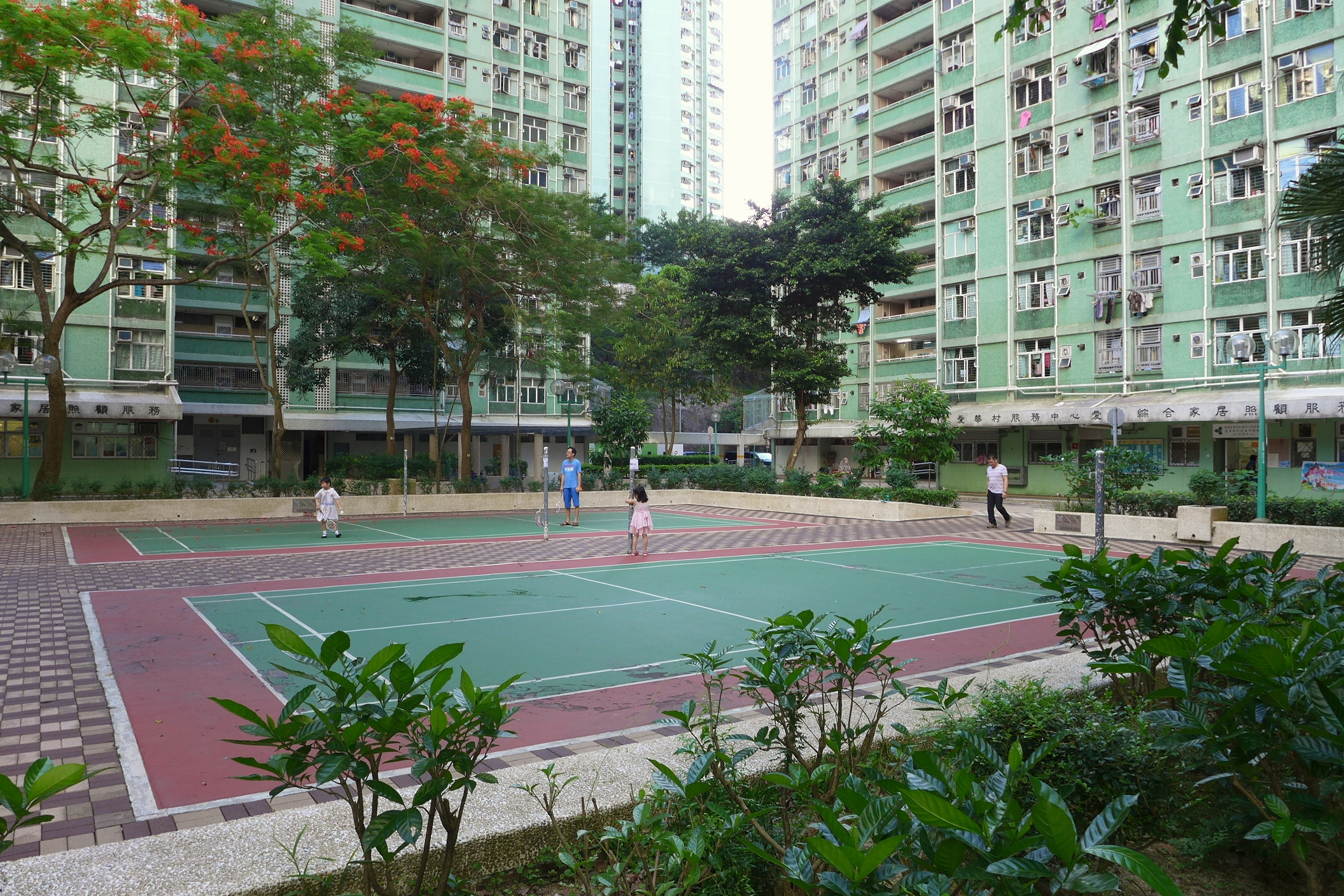
第二期的羽毛球場

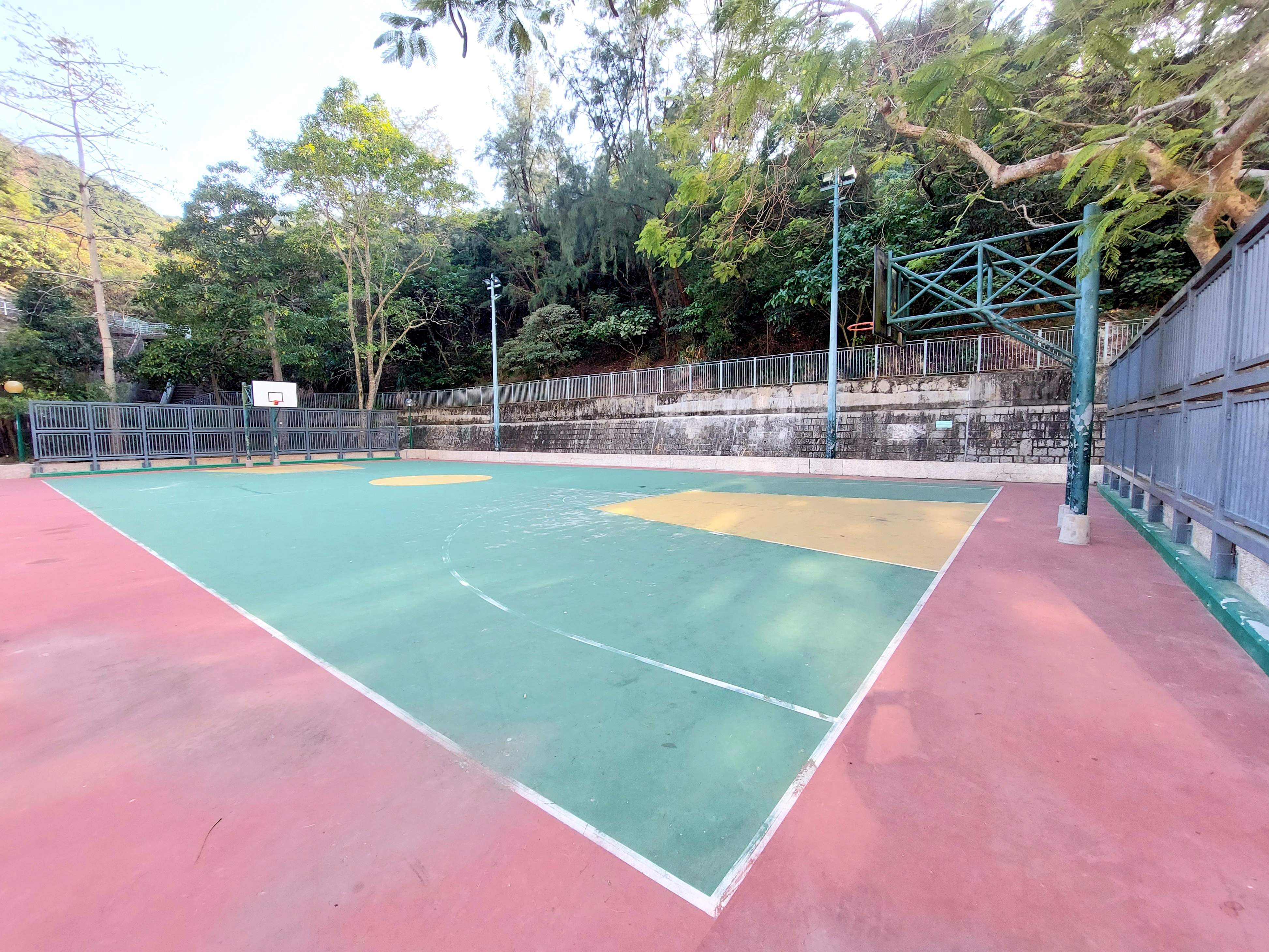
籃球場

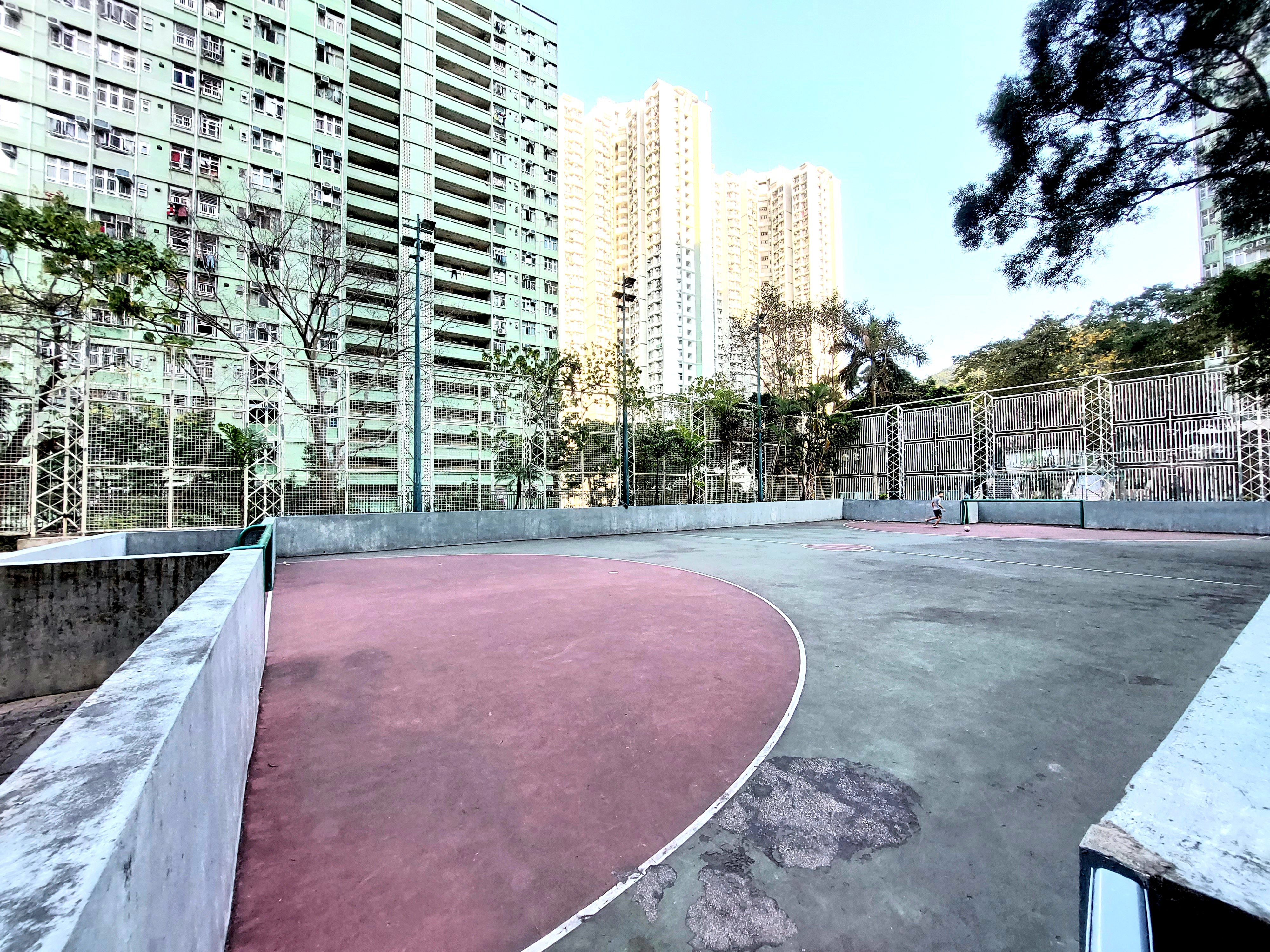
足球場

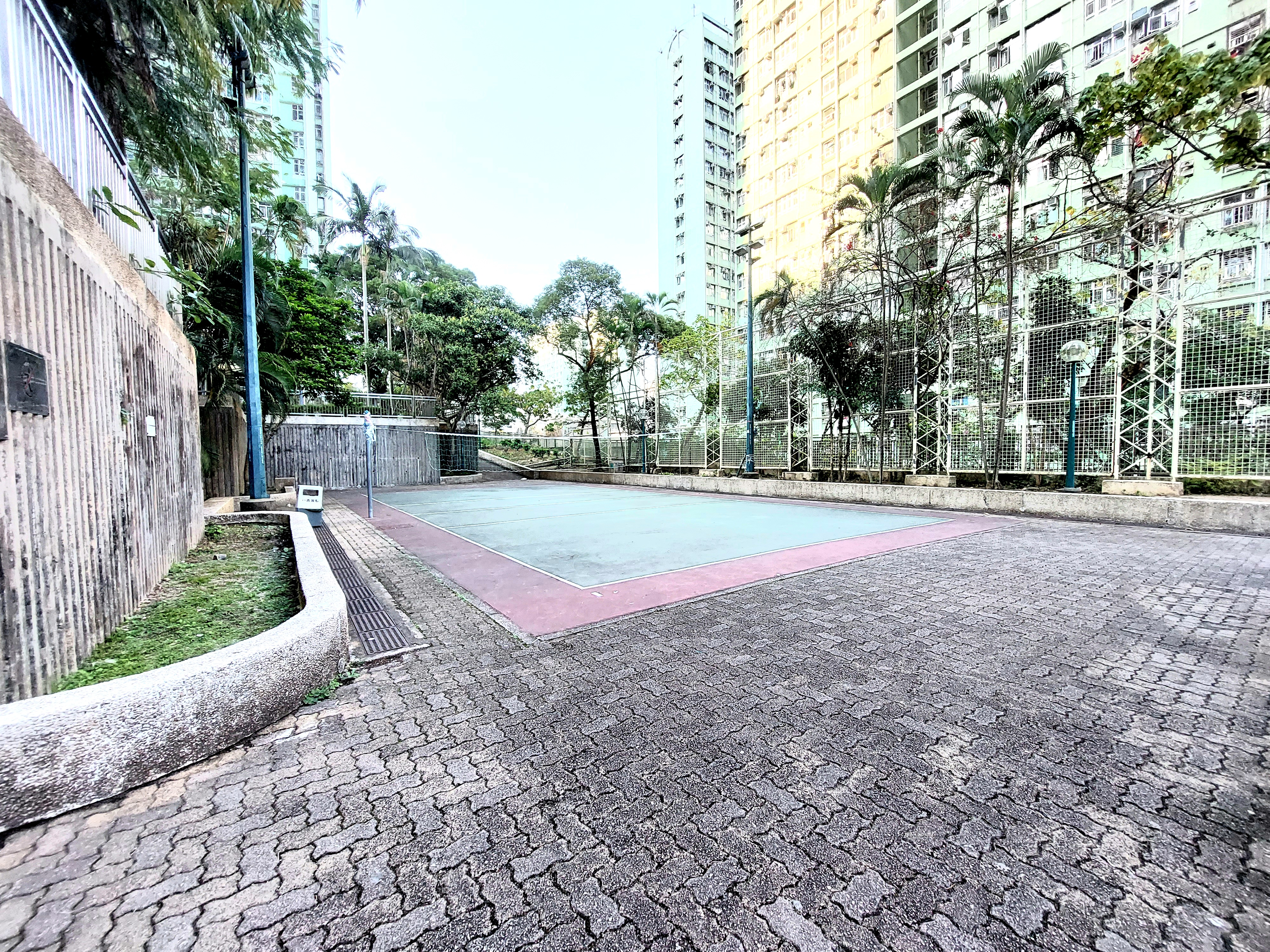
排球場

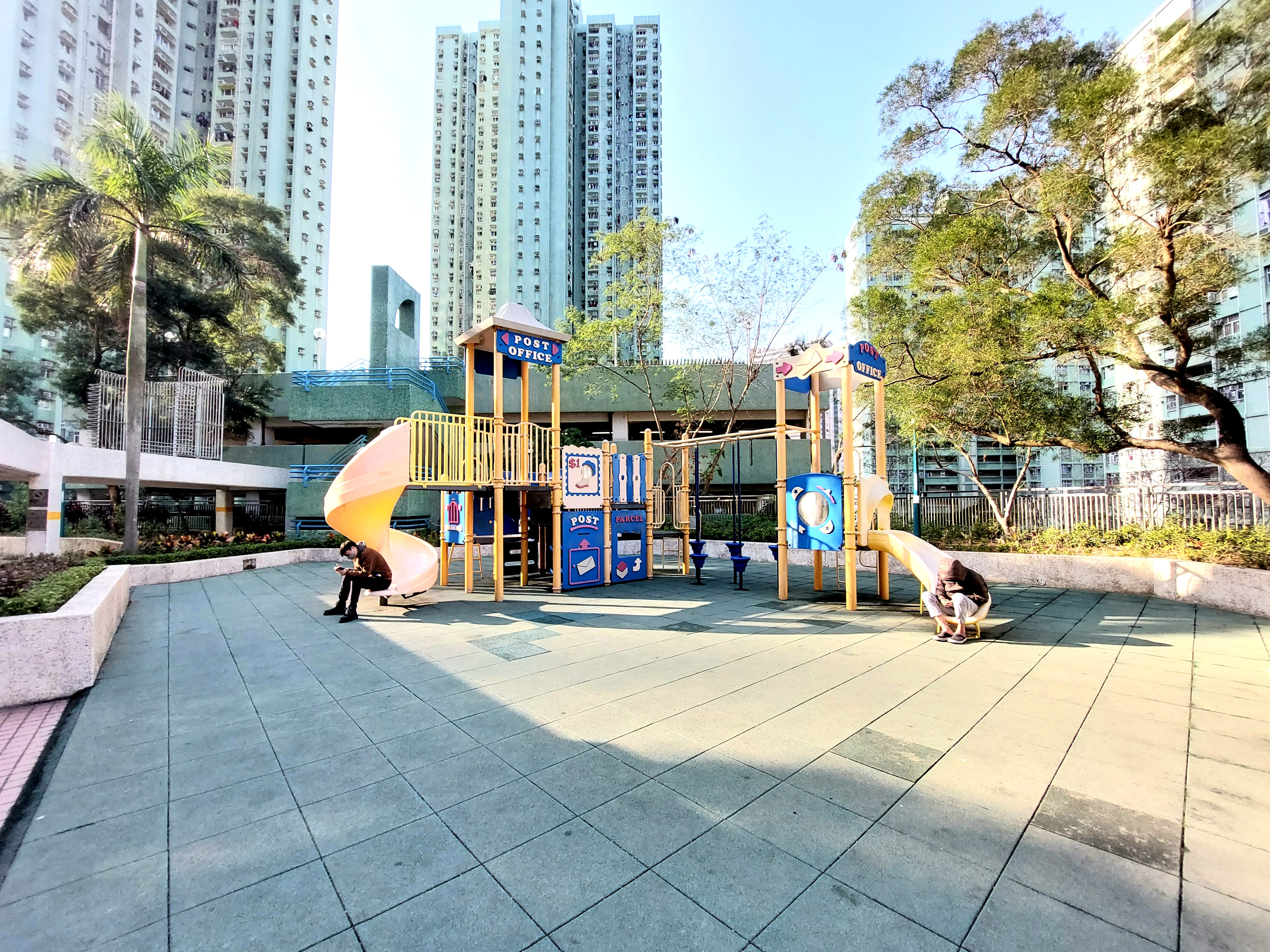
滑梯

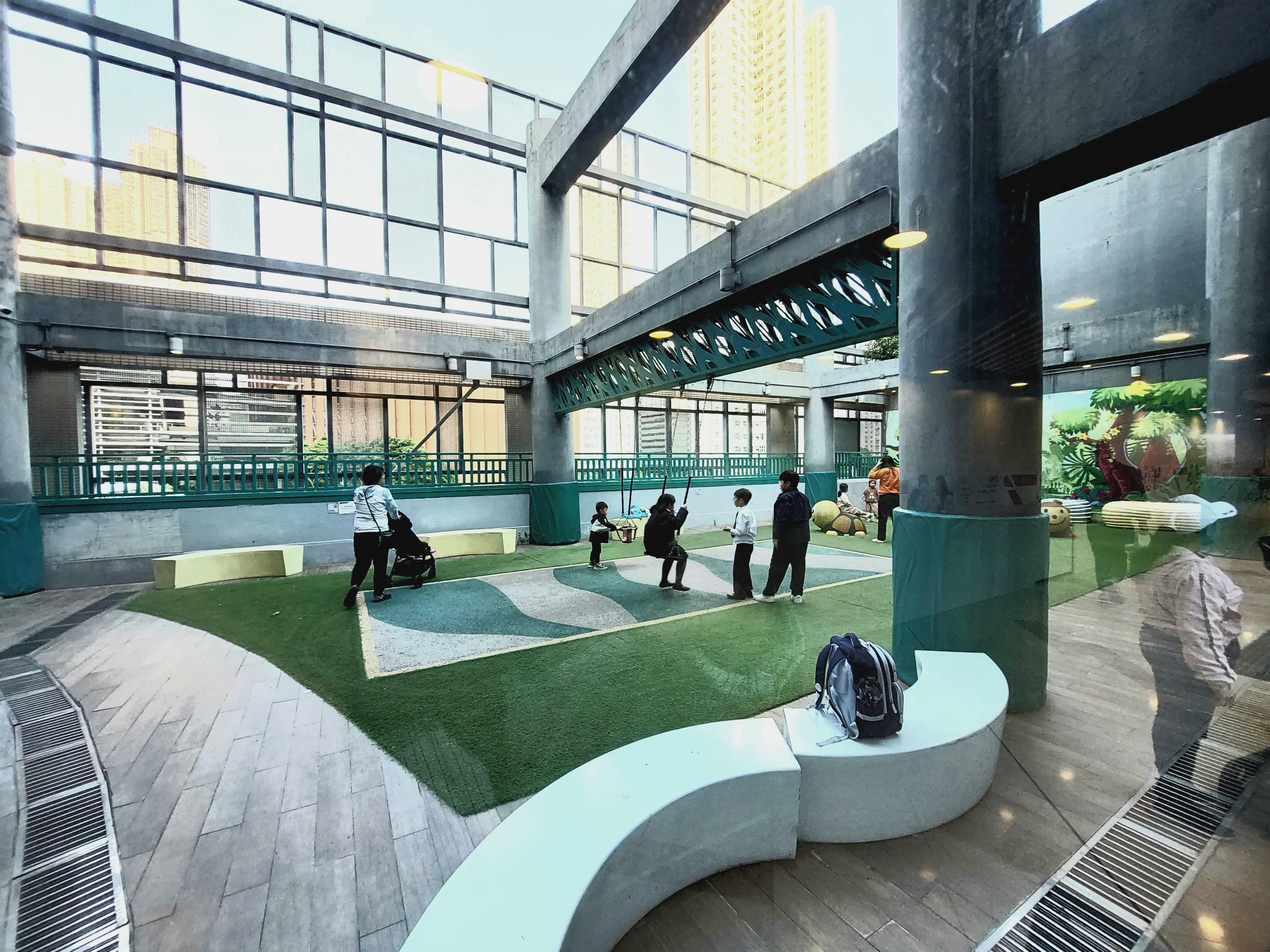
鞦韆

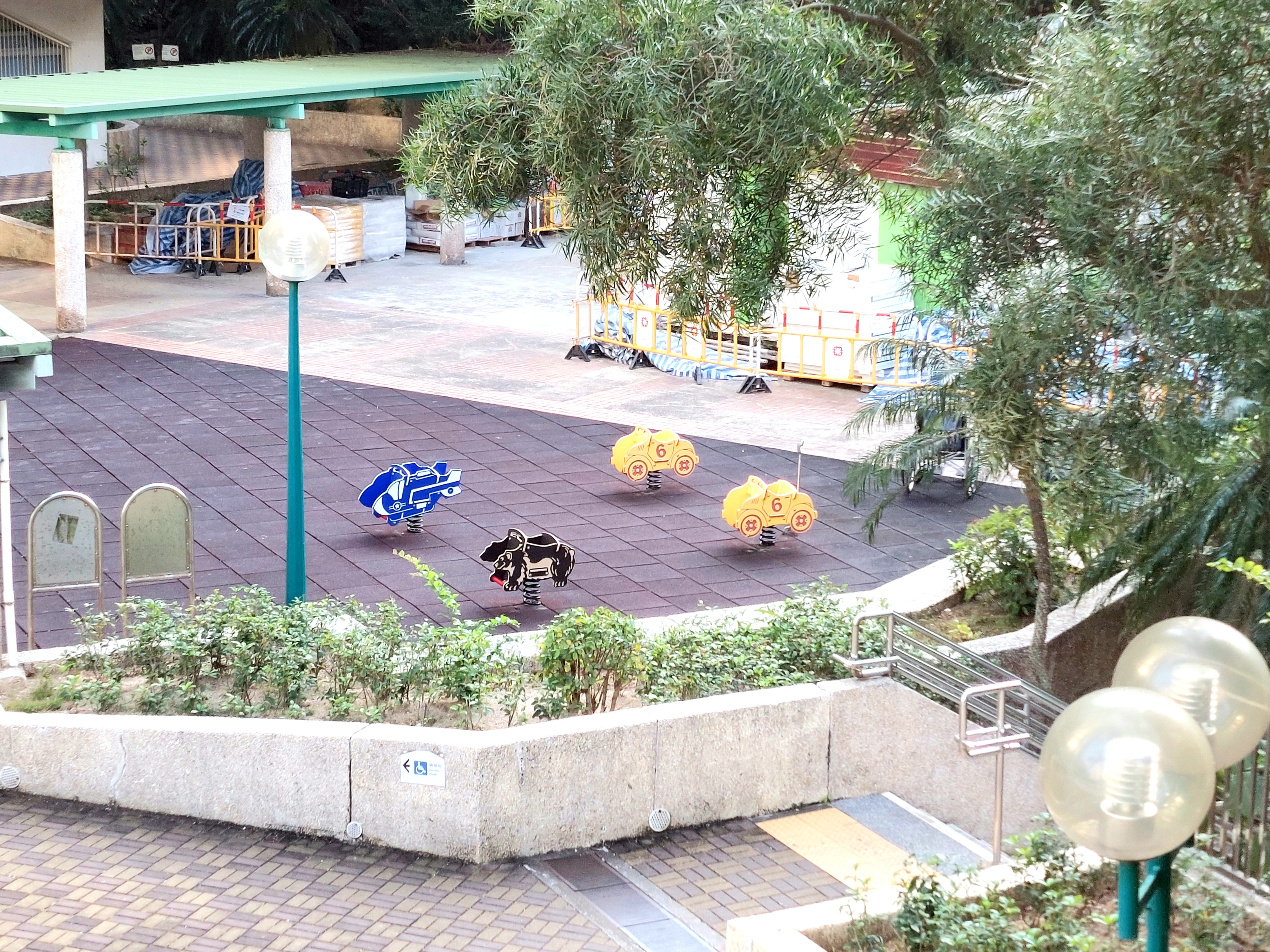
彈簧椅

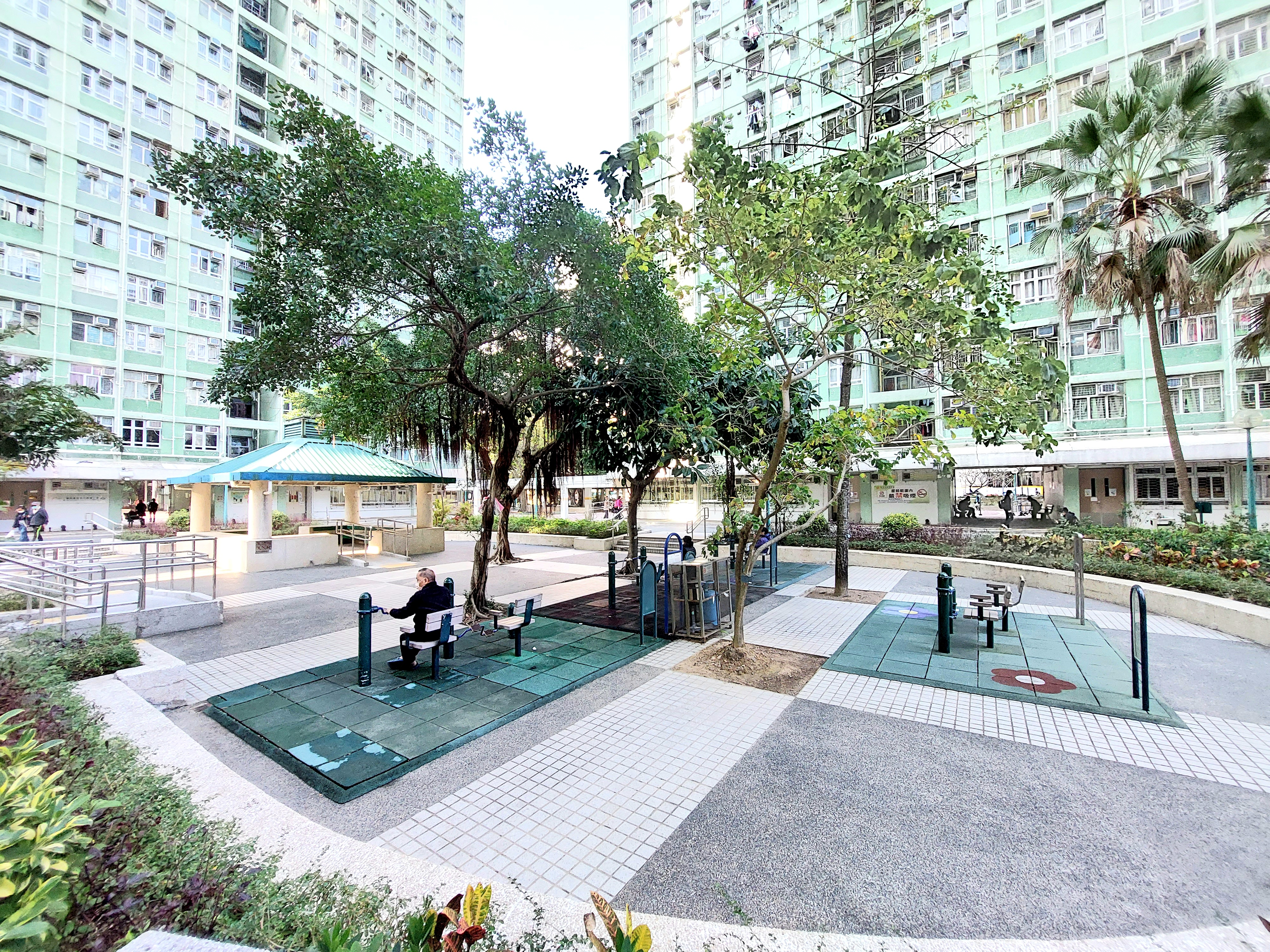
健身區

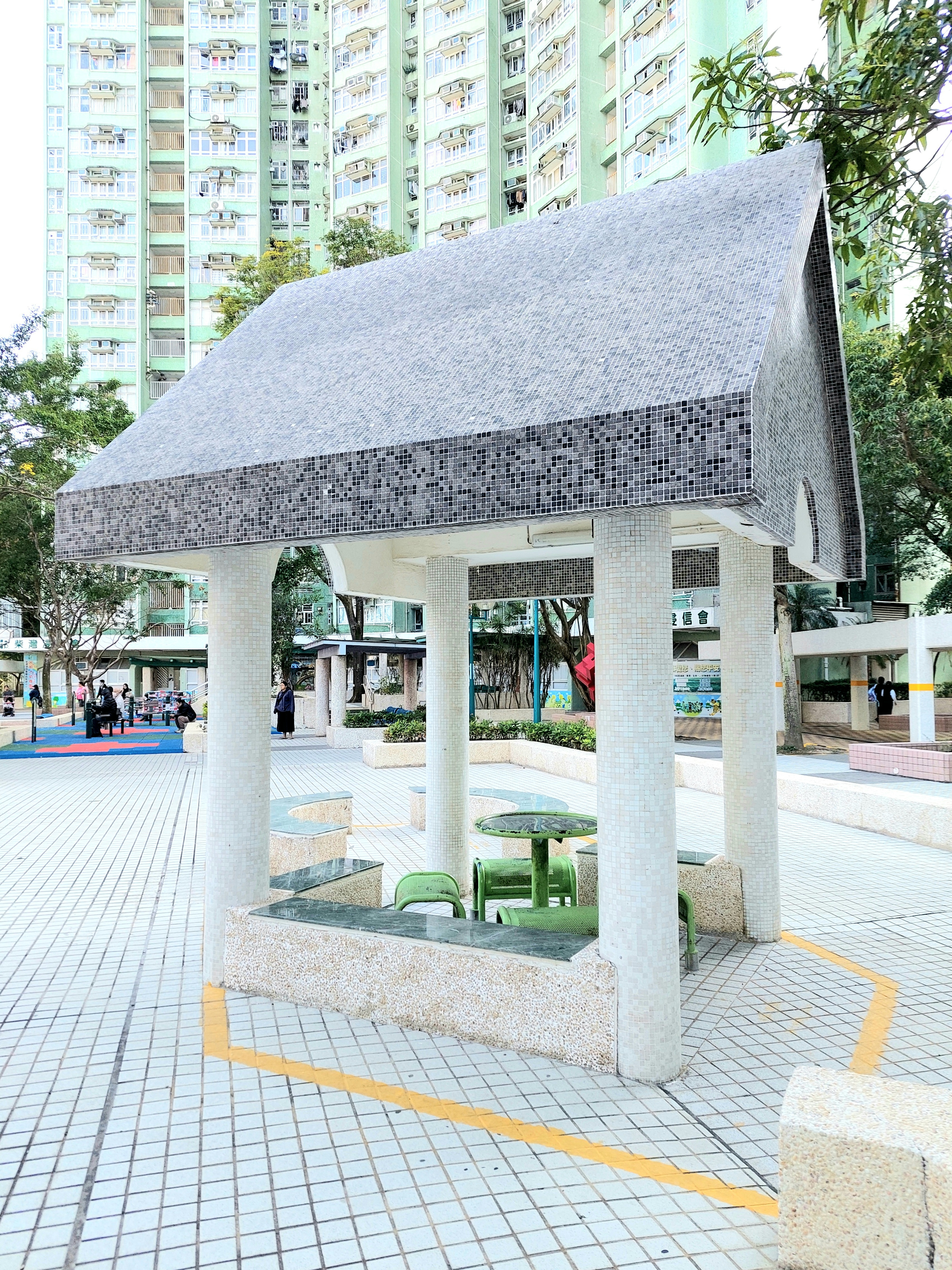
棋枱涼亭

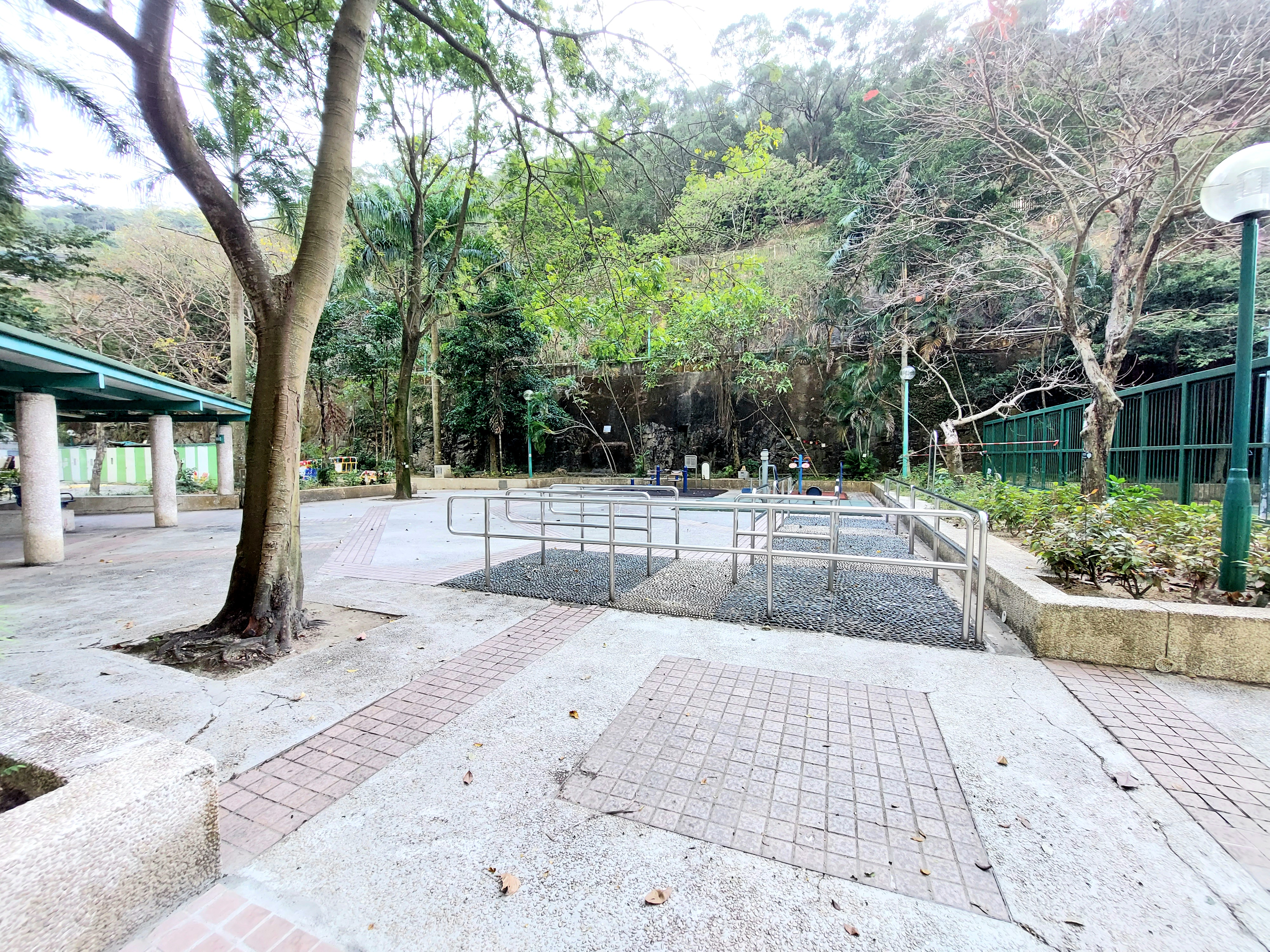
卵石路步行徑

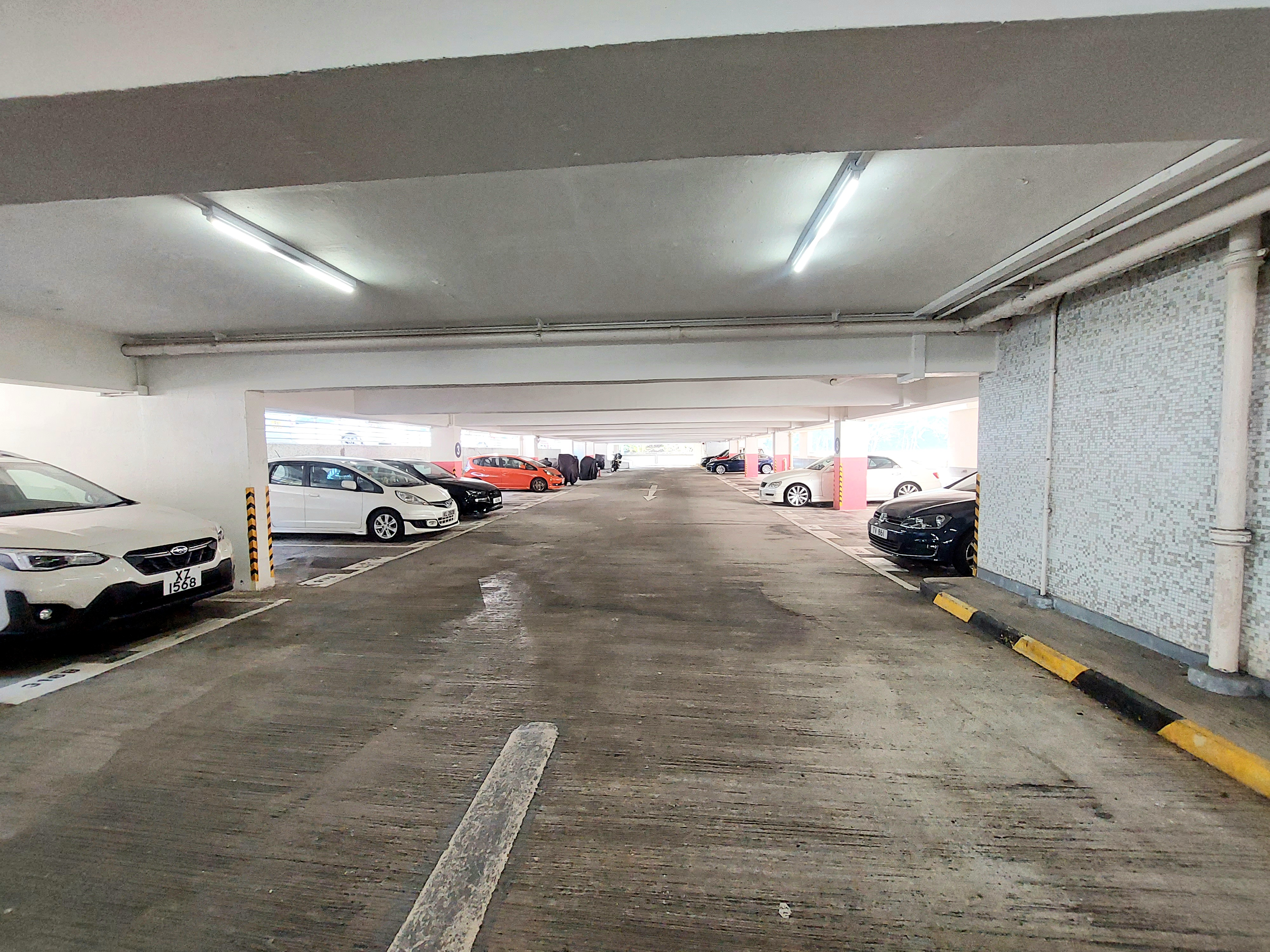
停車場

小西灣邨（英語：Siu Sai Wan Estate）是香港公共屋邨，項目編號為HK05，位於香港島東區小西灣，前身是英軍情報中心及大坪村。全邨分三期興建，共有12座住宅大廈及6163個單位，為港島區最大及單位數目最多的公共屋邨。小西灣邨亦是港島區唯一一個設有相連長型大廈及港島區首個設有和諧式大廈的公共屋邨，而第三期的瑞隆樓更是香港首兩幢裝有甲級保安系統（大門）的出租公屋大廈之一。現由佳富物業服務有限公司負責屋邨管理。

## 屋邨建築設計
小西灣邨分3期興建，規劃上以其商場（今名「小西灣廣場」，下詳）為中心，並設有行人天橋連接山上平台的第一期4座Y4型出租公屋，這4座大樓沿著山脊線排開，以製造更多海景及山景單位，減少單位間的互望；而較低一點的平台為兩座居屋曉翠苑面向由康樂及文化事務署管理的柴灣游泳池及泳池公園；而最低一層平台則為第二及三期、巴士總站及商場。
小西灣邨第一及二期樓宇外牆以綠色為主調，樓宇中部則是深淺綠色漸變，以呼應周遭蔥籠蒼鬰的自然山景。第三期則以白色為主調，襯以綠色及紫色，以呼應第一、二期及旁邊富景花園的外牆顏色。
邨內擺放了兩個房委會標誌裝飾。分別位於明趣街旁和邨中的迴旋處。

## 中式書法樓名

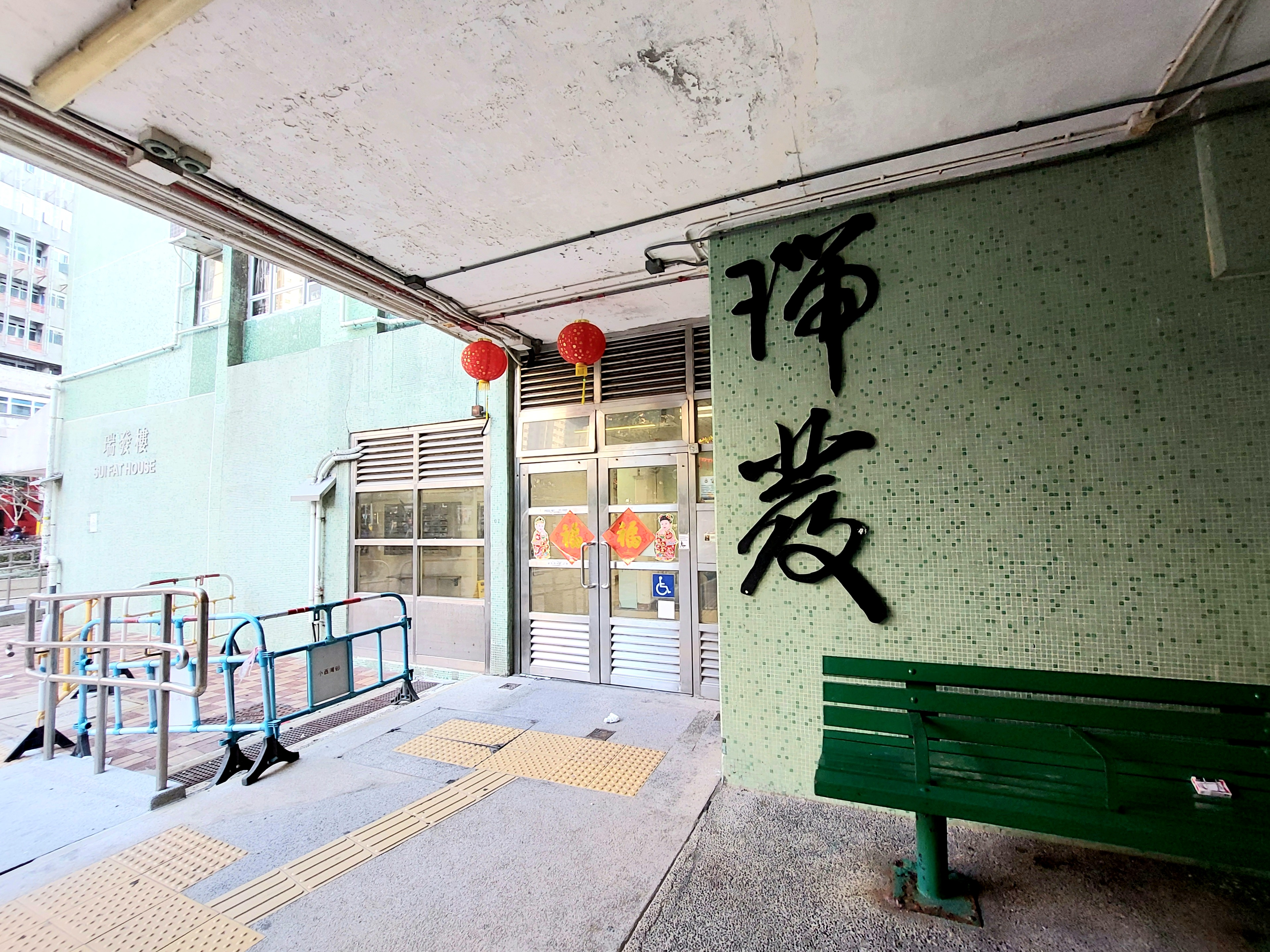
瑞發樓中文書法

值得一提是，在第1、2期各座大樓及街市均設有中文樓名的中文草書書法，第一期樓宇設於樓宇外牆（唯目前除瑞喜樓保留「瑞喜」二字，絕大多數已被移除），第2期樓宇則設於地下通道及地下電梯大堂內，以營造屋邨獨特的設計風格，可惜此項設計未有延伸至第3期樓宇內。

## 各期

### 第1期
包括瑞喜樓、瑞樂樓、瑞富樓及瑞強樓及曉翠苑，於1990年建成，由天順有限公司（即今日的華營建築）承建。而根據原來的計劃，其中瑞喜樓及瑞樂樓採用Y3型，瑞富樓及瑞強樓則採用Y4型，但後來由於四座樓宇也一律興建Y4型大廈，因此整個香港島並沒有興建Y3型大廈。
由於屋邨位於舊啟德機場的高度限制圈內，所以第一期的樓宇雖是Y4型及新十字型設計，但其中瑞喜樓、瑞樂樓比一般同型樓宇減少一層（即33樓為頂樓）；而瑞富樓、瑞強樓更減少三層（即31樓為頂樓）；而曉翠苑各座樓宇則減少兩層（即33樓為頂樓）。

### 第2期
包括瑞福樓、瑞滿樓、瑞益樓、瑞發樓、瑞盛樓及商場，共建有5幢相連長型（第1款）大廈，7層高的香港學術及職業資歷評審局大樓（前身為東華三院李志雄紀念小學校舍）及5層高商場並設行人天橋連接位於山上的第一期樓宇，於1989至1990年間建成，由中國建築國際承建。

### 第3期
包括瑞泰樓、瑞明樓及瑞隆樓及佳翠苑，共建有3幢和諧一型出租公屋大廈共2008個出租公屋單位及2幢和諧一型居屋大廈，共1216個出售居屋單位，於1990年5月動工，1993年5-9月分階段落成入伙，由中國建築工程總公司承建。

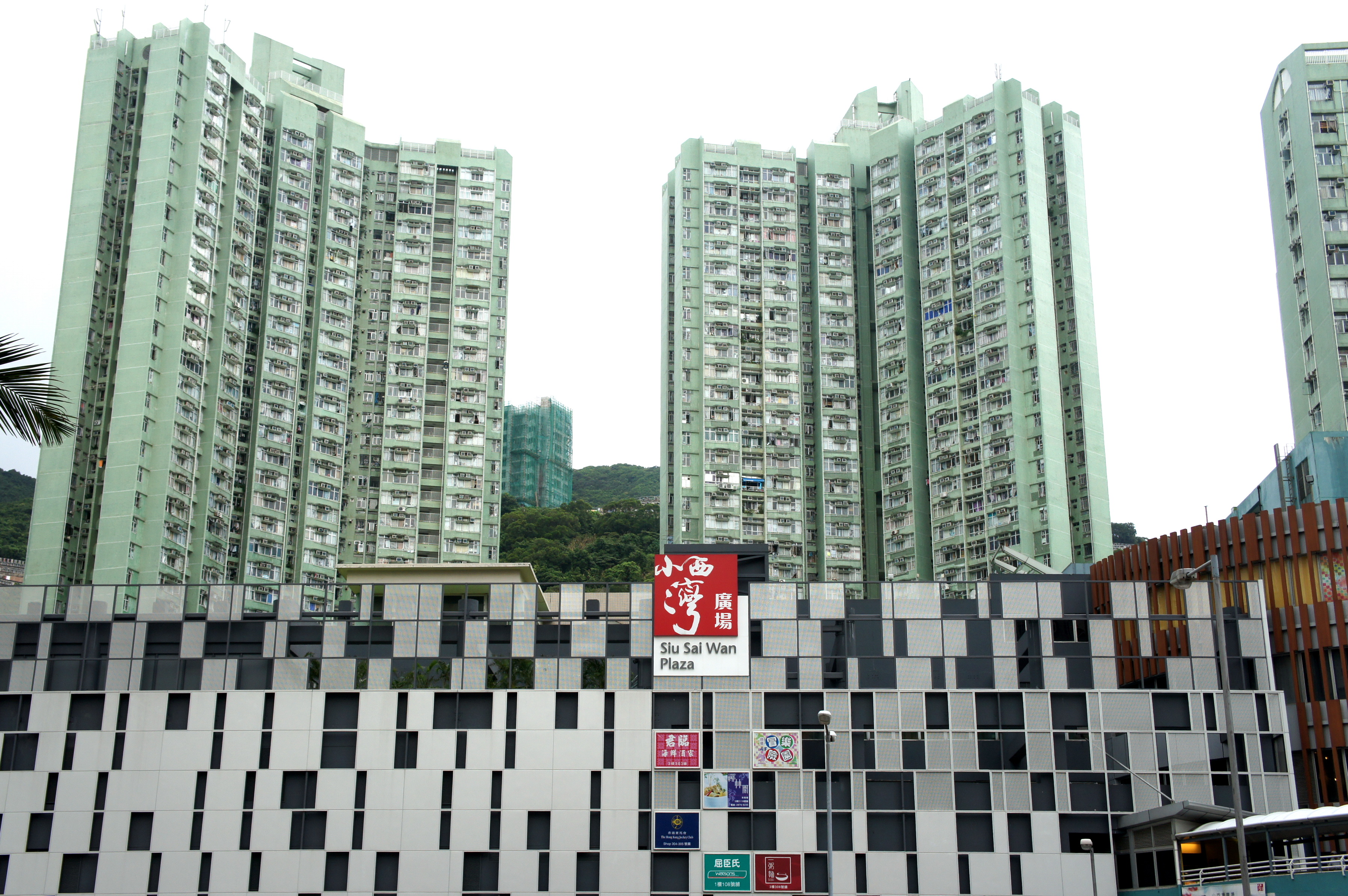
第一期為Y4型大廈，左右分別是瑞富樓及瑞強樓，前方為小西灣廣場
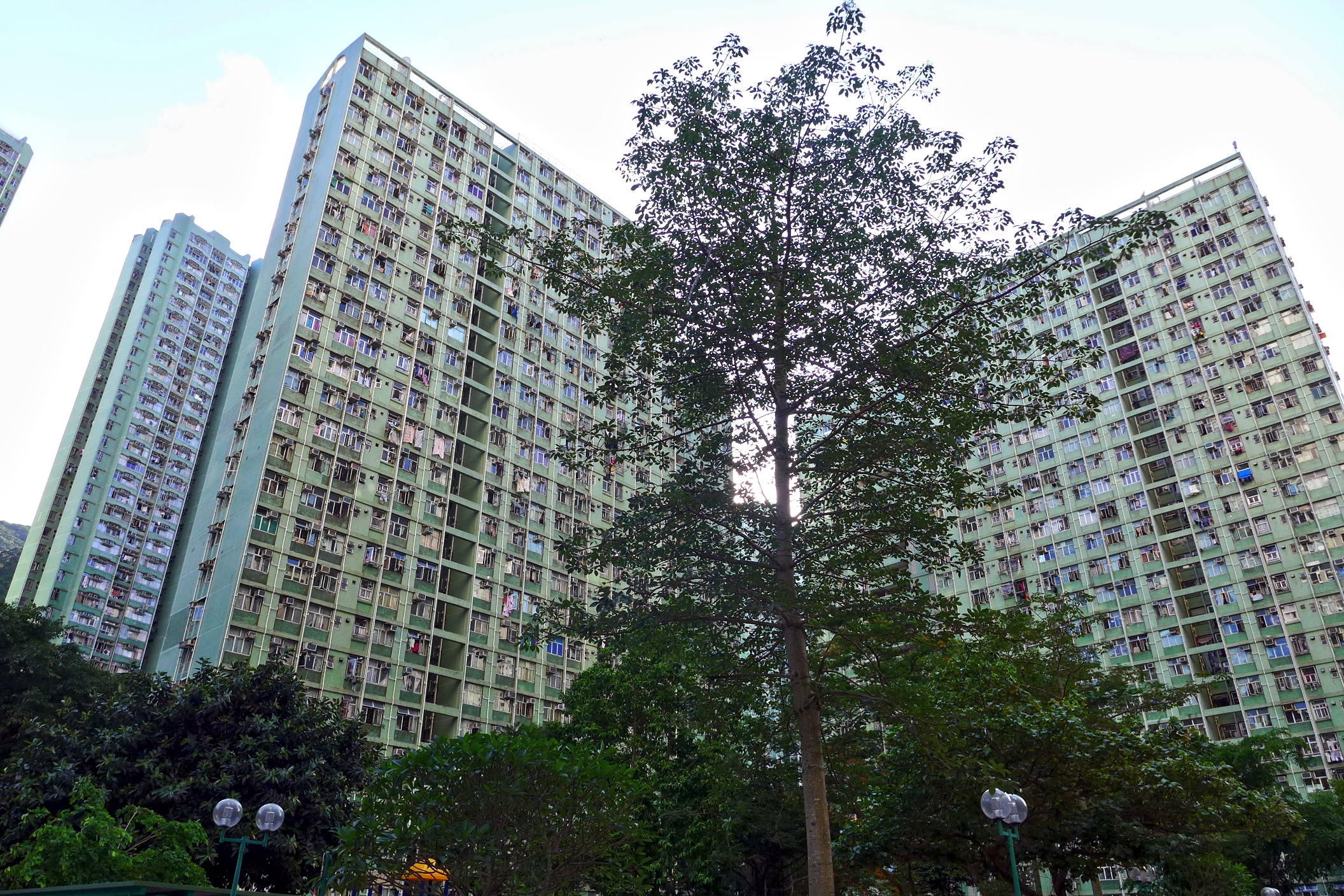
第二期為相連長型（第1款）大廈
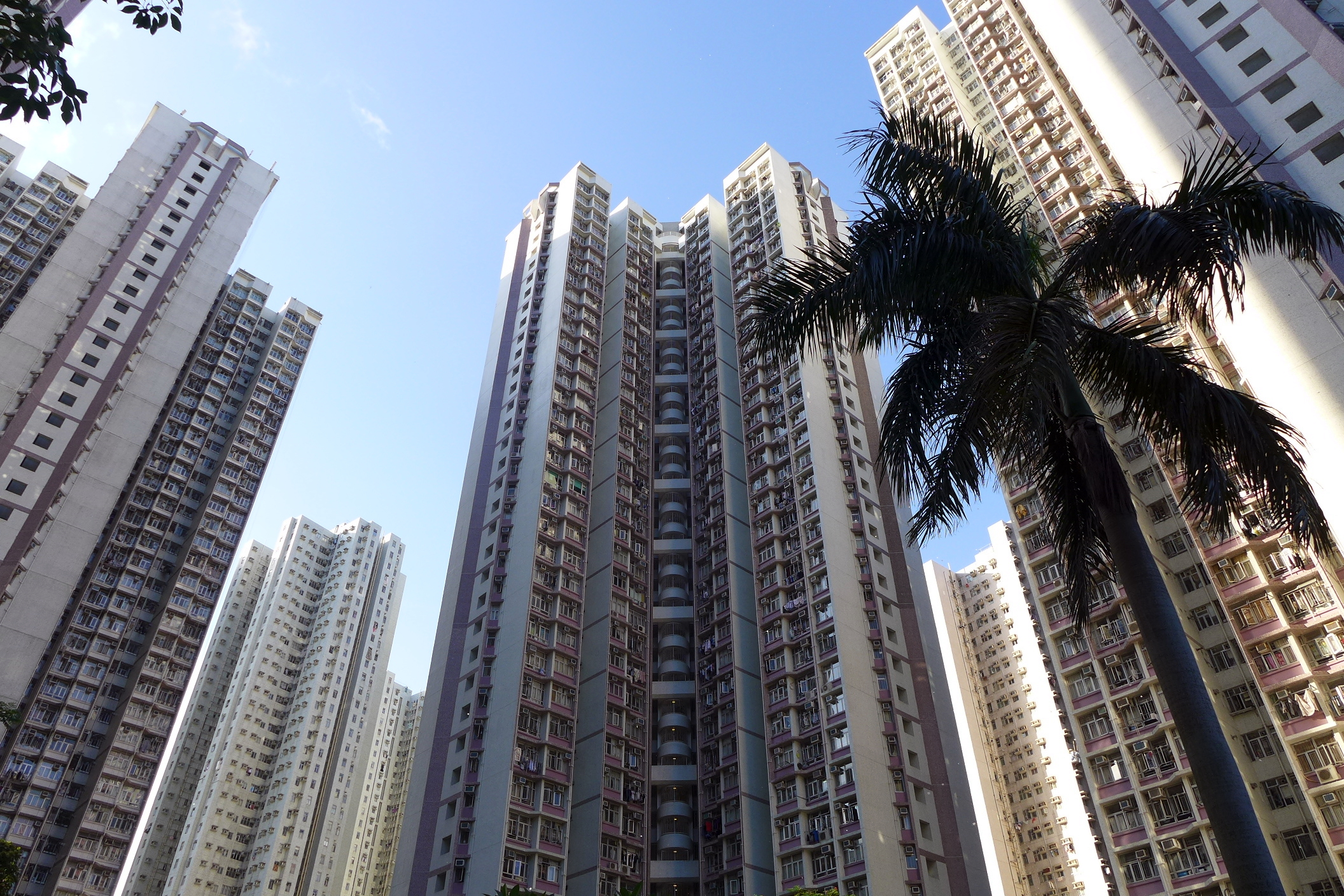
第三期為和諧一型大廈，其中瑞隆樓更是香港首兩幢裝有甲級保安系統（大門）的出租公屋大廈之一

## 屋苑資料

### 樓宇

#### 小西灣邨
| 樓宇名稱（座號） | 樓宇類型                  | 落成年份 | 層數 | 每層伙數 | 每座單位總數（伙） | 承建商       | 提供升降機的廠商         | 期數 |
| ---------------- | ------------------------- | -------- | ---- | -------- | ------------------ | ------------ | ------------------------ | ---- |
| 瑞喜樓（A座）    | Y4型 （早期型設計）       | 1990年   | 33   | 18       | 594                | 華營建築     | 英國通用電氣-捷運 DMR DC | 1    |
| 瑞樂樓（B座）    | Y4型 （早期型設計）       | 1990年   | 33   | 18       | 594                | 華營建築     | 英國通用電氣-捷運 DMR DC | 1    |
| 瑞富樓（C座）    | Y4型 （早期型設計）       | 1990年   | 31   | 18       | 558                | 華營建築     | 英國通用電氣-捷運 DMR DC | 1    |
| 瑞強樓（D座）    | Y4型 （早期型設計）       | 1990年   | 31   | 18       | 558                | 華營建築     | 英國通用電氣-捷運 DMR DC | 1    |
| 瑞福樓（G座）    | 相連長型一型              | 1990年   | 27   | 14       | 378                | 中國建築國際 | 東芝 CV40 ACVV           | 2    |
| 瑞滿樓（H座）    | 相連長型一型              | 1990年   | 27   | 14       | 378                | 中國建築國際 | 東芝 CV40 ACVV           | 2    |
| 瑞益樓（J座）    | 相連長型一型              | 1990年   | 27   | 14       | 378                | 中國建築國際 | 東芝 CV40 ACVV           | 2    |
| 瑞發樓（K座）    | 相連長型一型              | 1990年   | 27   | 14       | 378                | 中國建築國際 | 東芝 CV40 ACVV           | 2    |
| 瑞盛樓（L座）    | 相連長型一型              | 1990年   | 27   | 14       | 378                | 中國建築國際 | 東芝 CV40 ACVV           | 2    |
| 瑞泰樓（O座）    | 和諧一型第二款 （第一代） | 1993年   | 38   | 18       | 681                | 中國建築國際 | 英國通用電氣-捷運 VVT DC | 3    |
| 瑞明樓（P座）    | 和諧一型第二款 （第一代） | 1993年   | 38   | 18       | 681                | 中國建築國際 | 英國通用電氣-捷運 VVT DC | 3    |
| 瑞隆樓（Q座）    | 和諧一型第一款 （第一代） | 1993年   | 38   | 18       | 681                | 中國建築國際 | 英國通用電氣-捷運 VVT DC | 3    |

（註：因發展計劃內的E,F,M及N座已經轉作居者有其屋計劃屋苑曉翠苑以及佳翠苑的關係，故此略去部份座號。上述座號是以房屋署Estate Property的記錄為依歸。）

#### 佳翠苑
邨內設兒童遊樂場、健身設備、籃球場、閒坐區、停車場及羽毛球場。而第三期原本設噴泉及人工湖，但噴泉在2001年變成了花槽；而在2003年沙士爆發後湖內的水被抽乾，約3年後湖邊石頭被移走，並已改建為室外閒坐區及休息地方，而毗鄰之游泳池和公園由康樂及文化事務署管理。

## 教育

### 幼稚園
- 柴灣浸信會學前教育中心呂明才幼稚園 (小西灣)（1996年創辦）（位於小西灣邨瑞富樓地下1-10號）

已結束/遷出
- 道慈佛社楊譚婉芳幼稚園（1993年創辦）（位於佳翠苑顯翠閣地下）
- 香港保護兒童會胡好幼兒學校（1991年創辦）（位於小西灣邨瑞強樓地下4至10號；原訂遷往皇后山邨，但因故被迫放棄校舍，而此校於翌年停辦）
- 東華三院方樹福堂幼稚園（1991年創辦）（位於小西灣邨瑞喜樓地下，遷入粉嶺皇后山邨）

## 商場

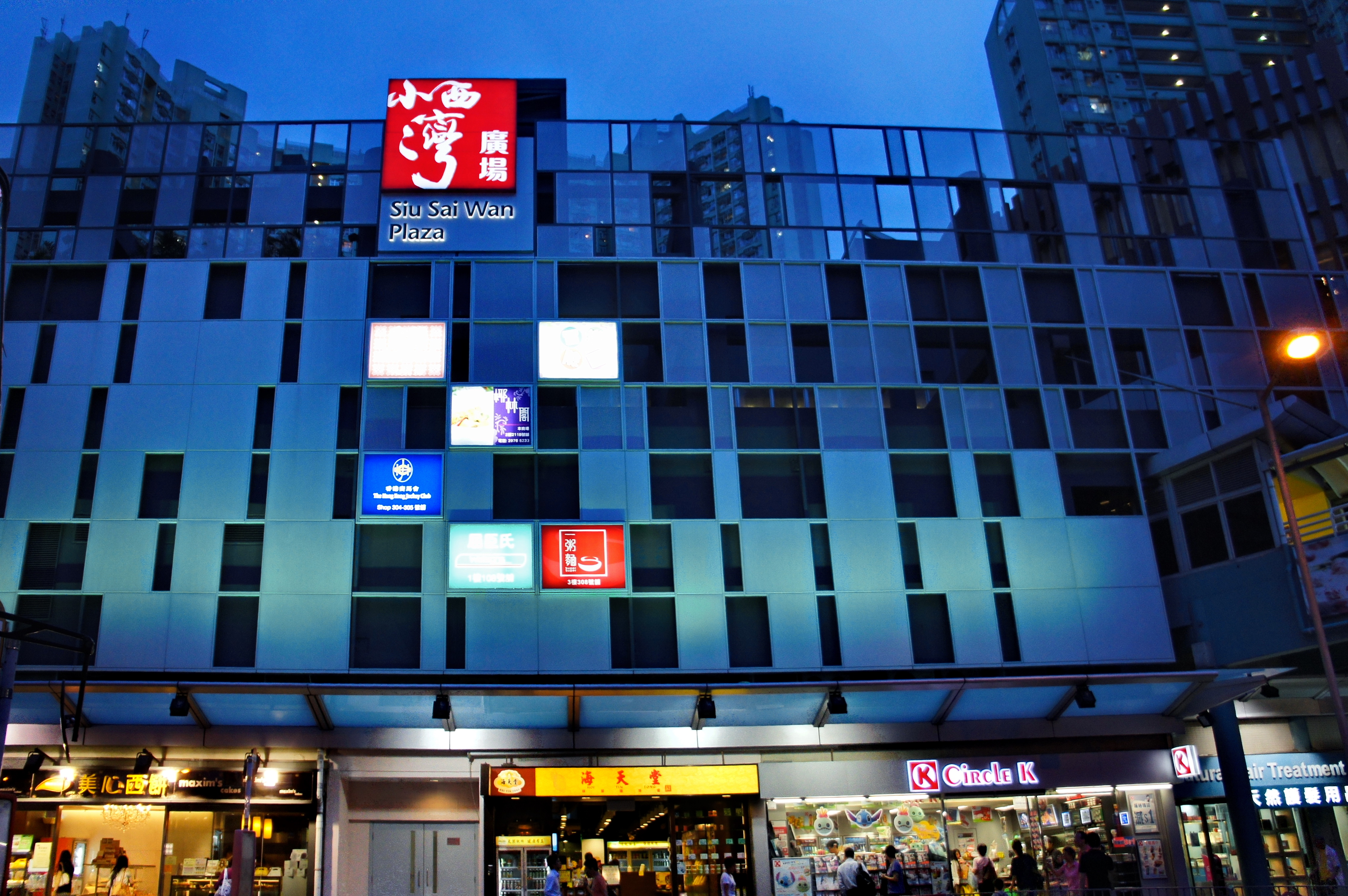
黃昏下小西灣廣場的外貌

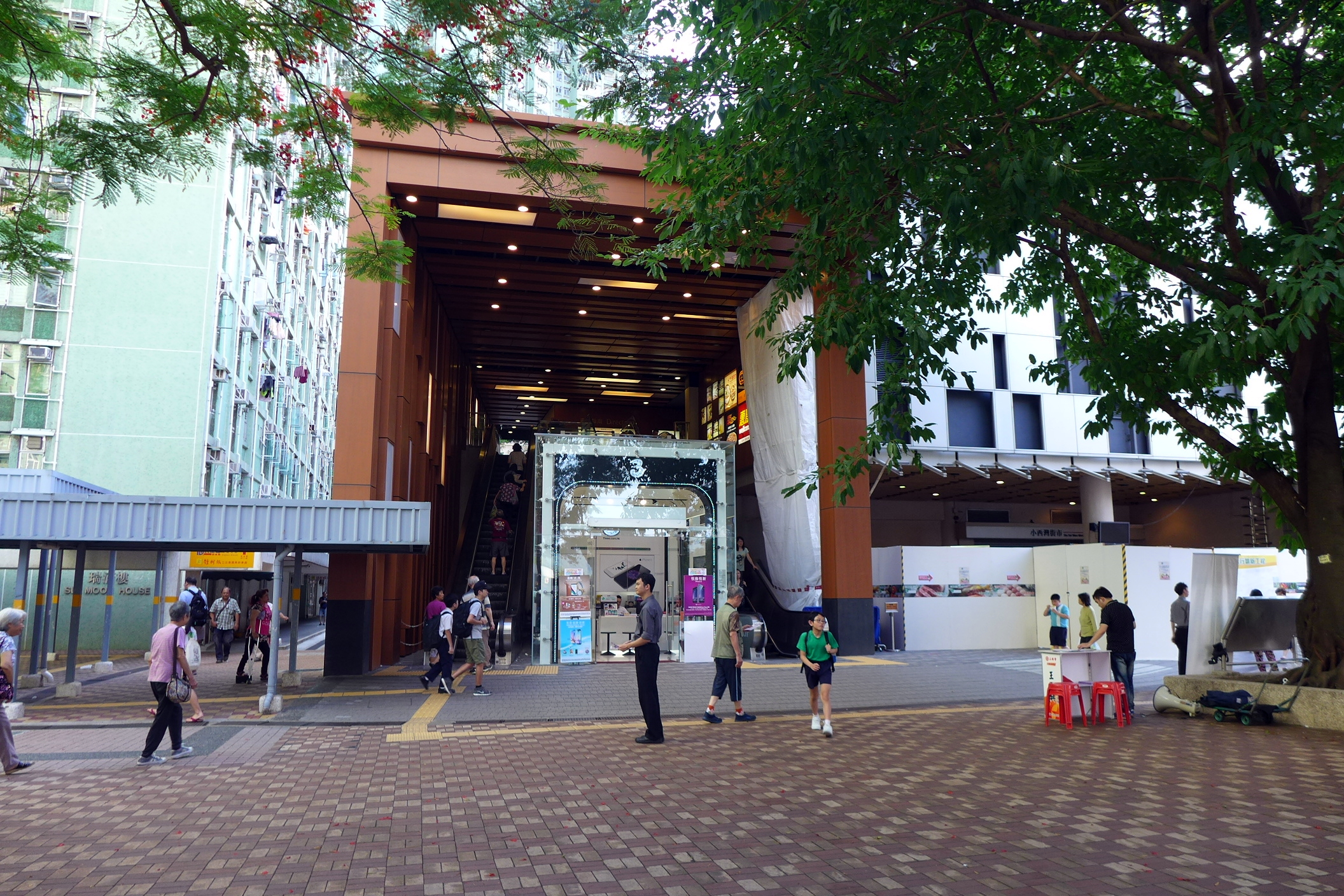
小西灣廣場新翼入口

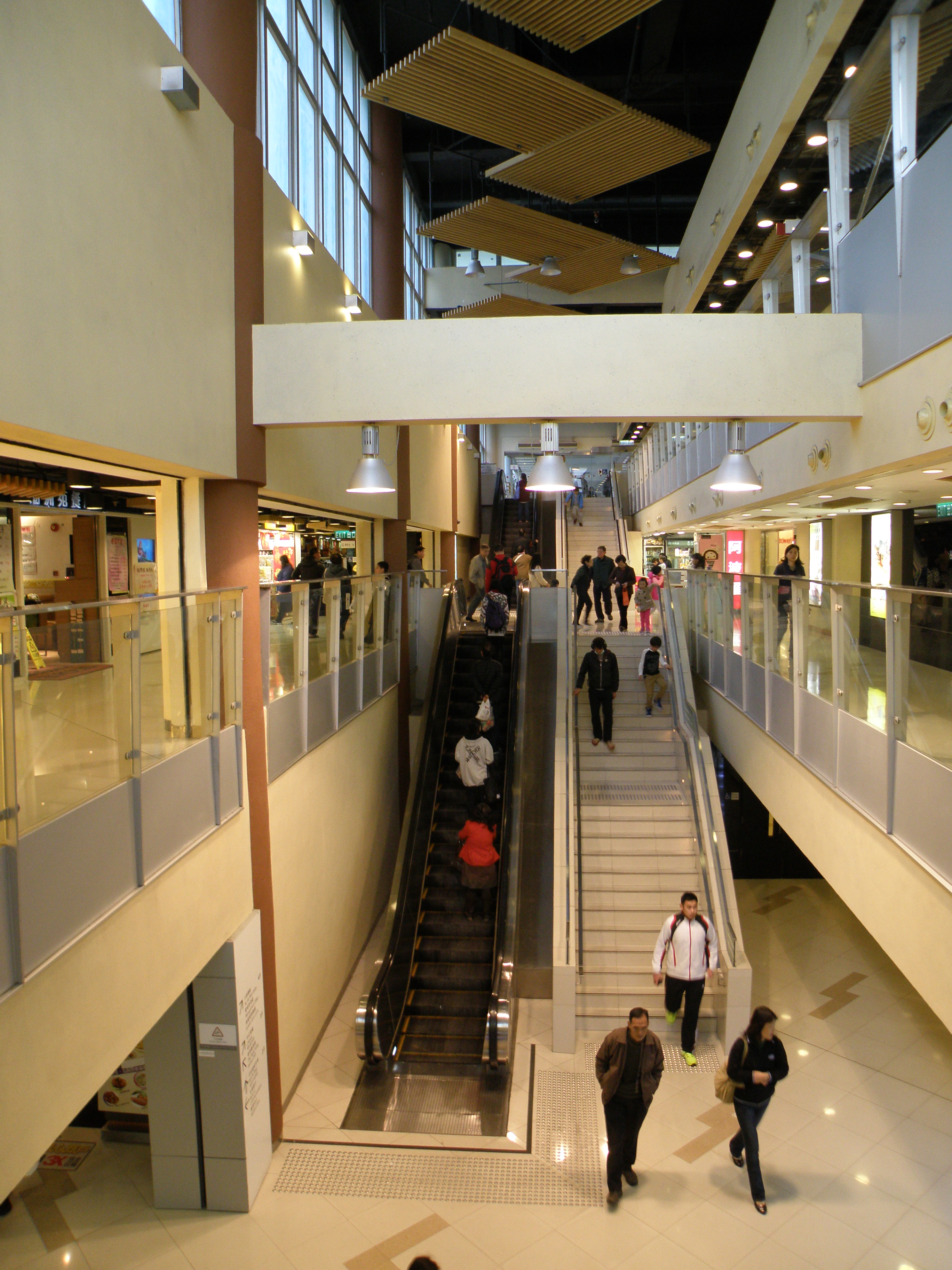
小西灣廣場中庭

小西灣廣場地下

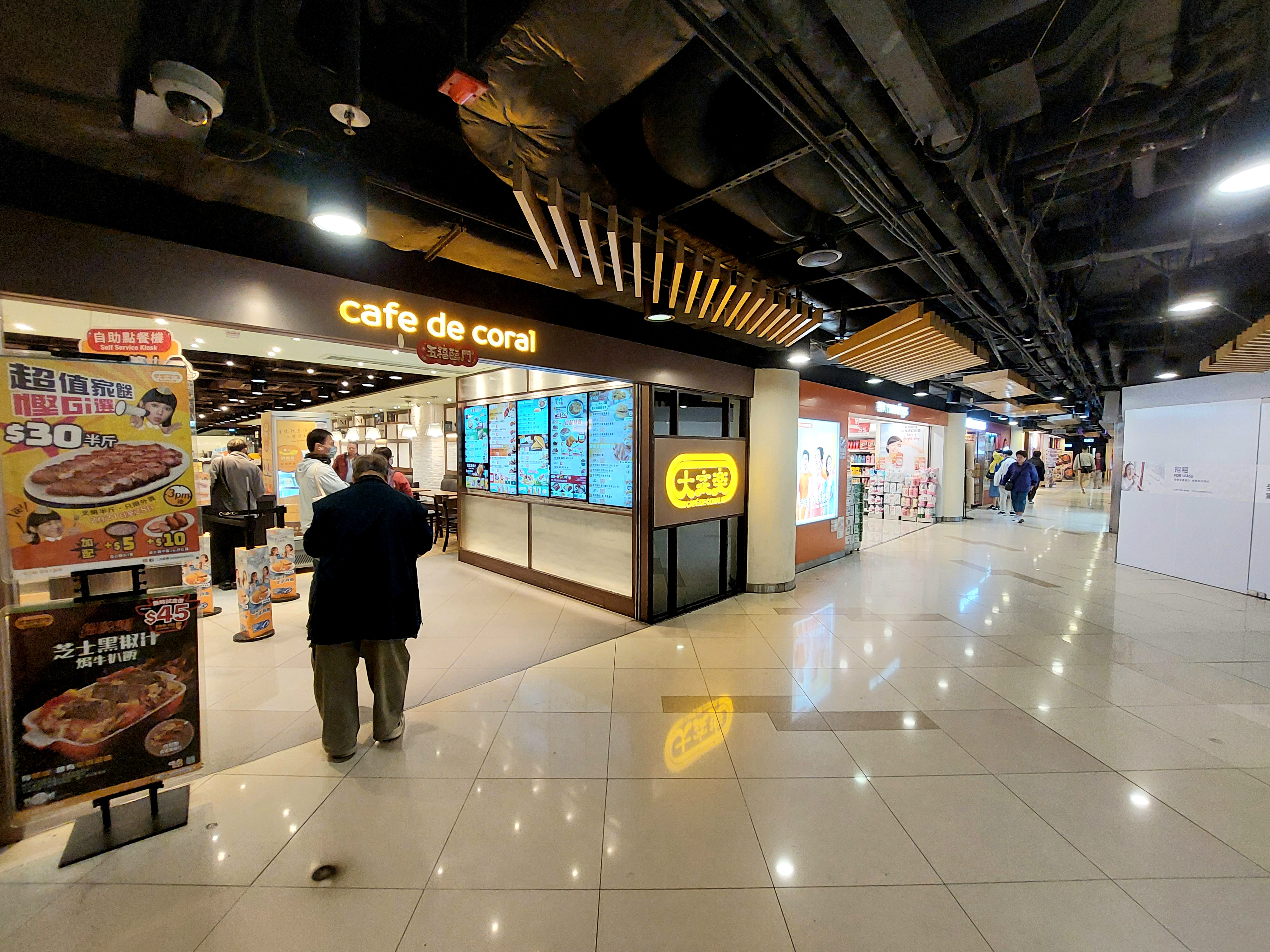
小西灣廣場1樓

小西灣廣場2樓

小西灣廣場3樓

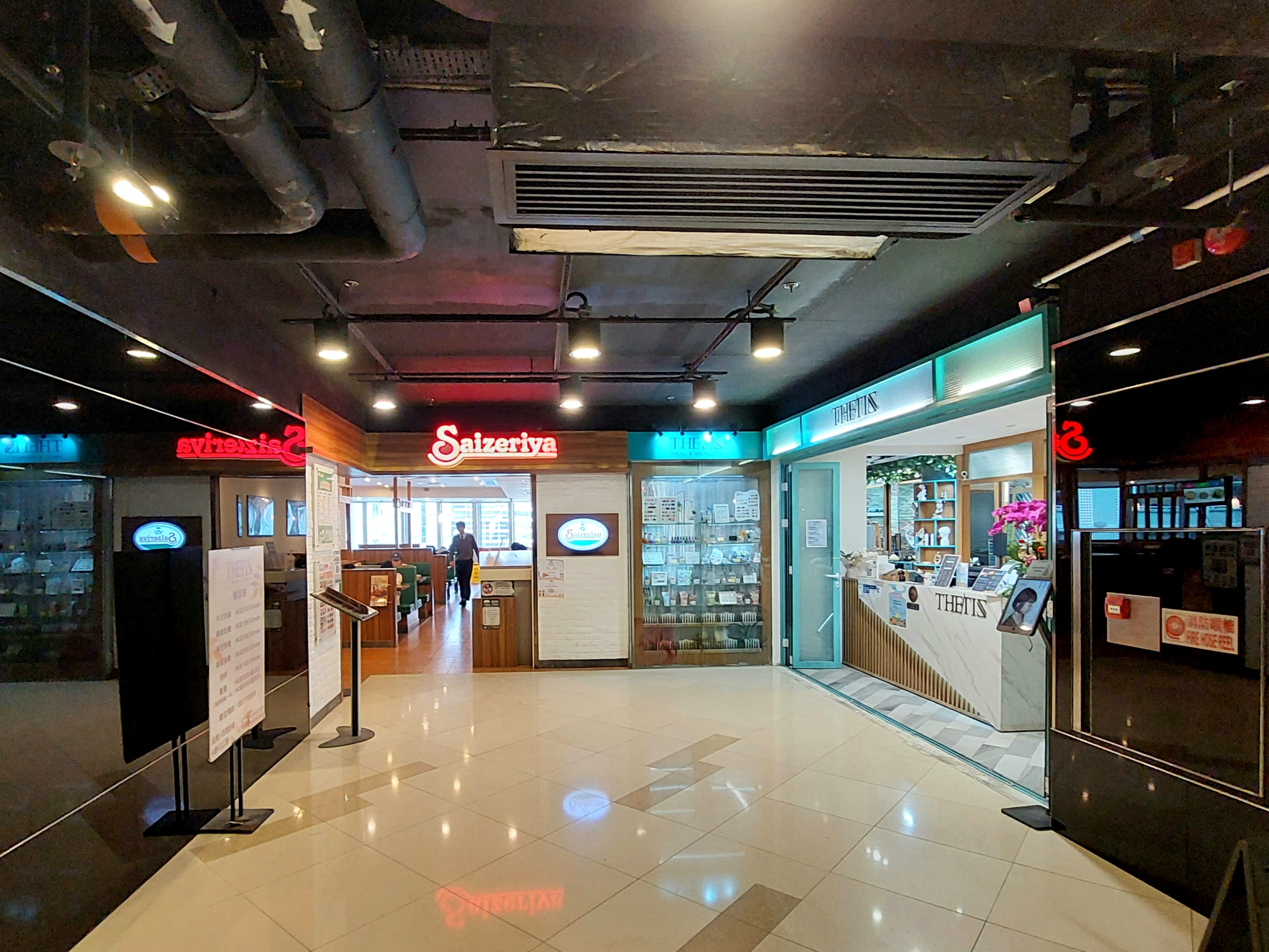
小西灣廣場4樓

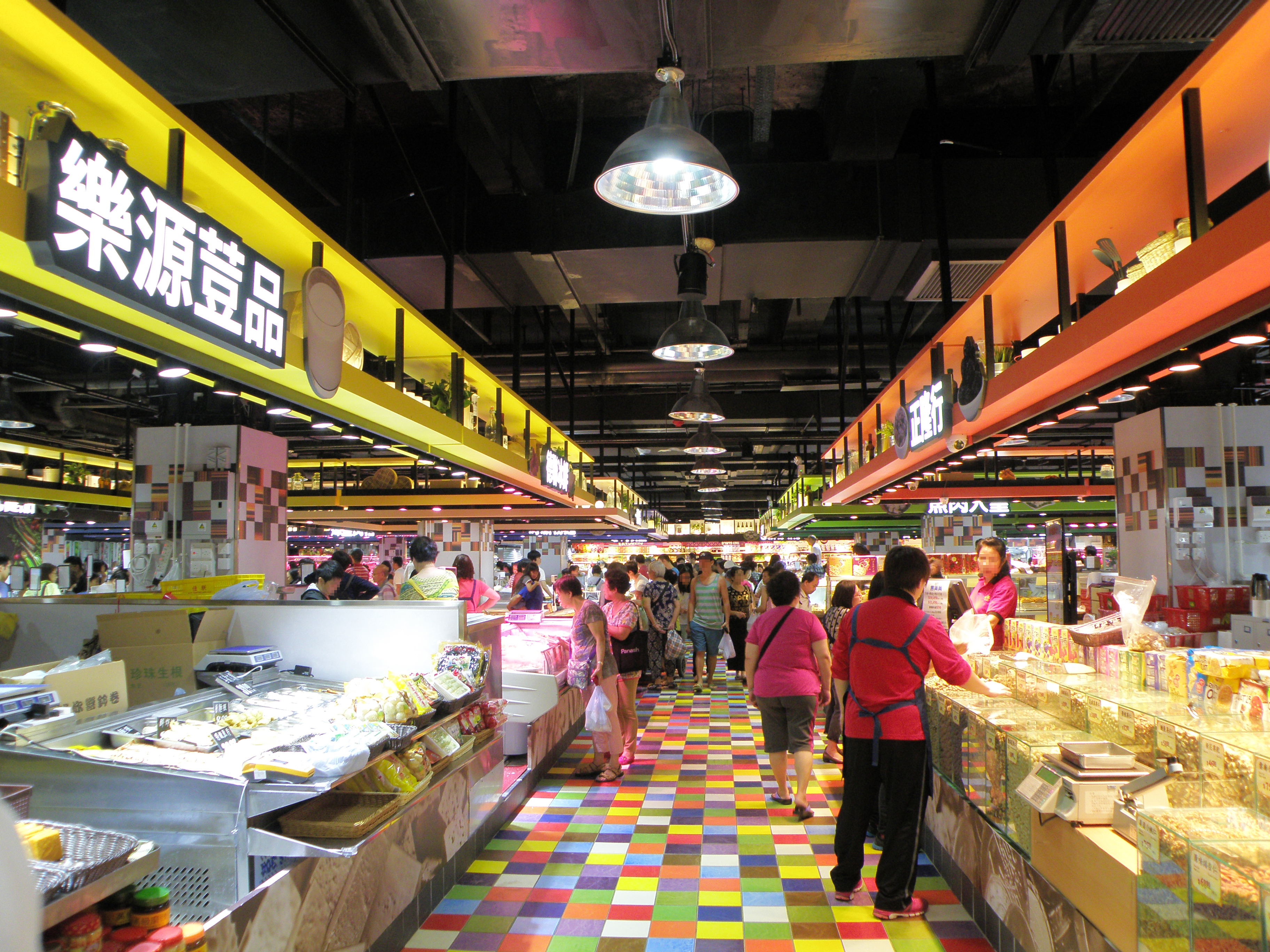
小西灣街市於2015年翻新並易名為「本灣市場」

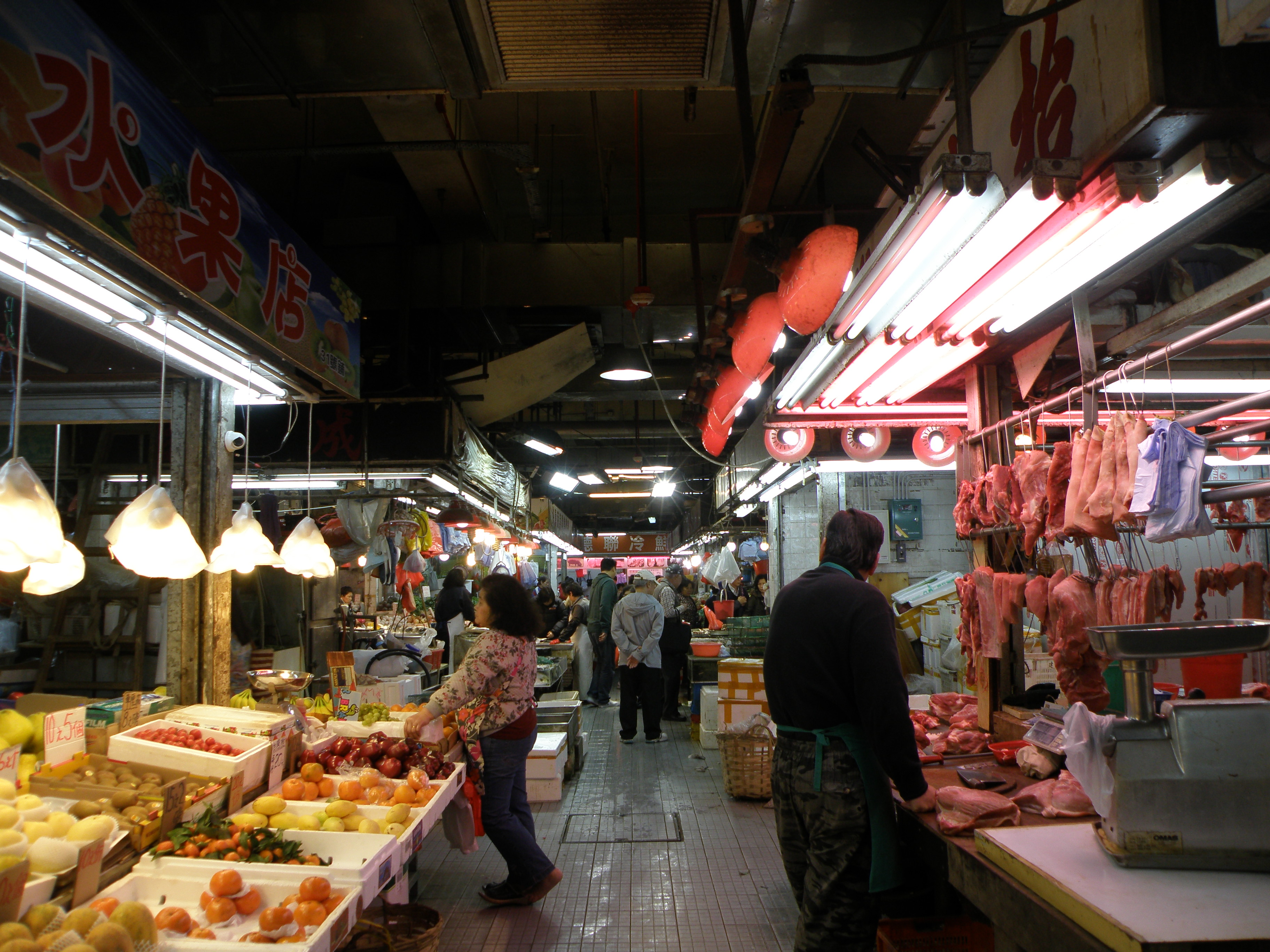
2015年翻新前的小西灣街市

小西灣廣場（前稱小西灣商場），位於小西灣道10至12號，商場面積逾17,000平方米，自落成後由香港房屋委員會管理，於1990年落成啟用。於1997年至1999年期間進行了大型改建工程，由巴馬丹拿建築師有限公司（Palmer and Turner）設計，工程包括加建兩座新翼、擴建及搬遷屋邨辦事處到新翼頂層、加設冷氣、拆除多個空中花園及填滿三樓中空以加建大量商舖、改善人行流線、增加扶手梯、重整商場間隔、增加商舖數目、提升場內設施及翻新入口及外牆。
2005年被售予領展後，隨即由領展接手管理；其後於2007年至2009年期間展開「資產提升項目工程」，由盧緯綸建築師有限公司 (LD Asia) 設計，設計以「有機」及「環保」為概念，工程包括重整商場間隔、增加商舖數目、提升場內設施、翻新入口、外牆及將屋邨辦事處搬遷到瑞隆樓地下。
而小西灣街市外判予建華集團管理，於2015年8月完成翻新後，改名為本灣市場。市場檔位由48檔增至60檔，並參照外國鮮活街市的特色，大玩科技元素，推出「i-Chicken」檔口，顧客可經視像鏡頭在雞販檔現場揀新鮮雞，便可以在半小時後領取劏好的雞，據了解雞價與在柴灣雞販的價錢一樣。街市內亦設有24小時水果機，顧客可以在豬肉檔增值八達通。該街市成為全港首個街市開設透明玻璃看到烤爐燒製產品。

## 區議會議席分布
| 年度/範圍      | 年度/範圍                                                      | 2000-2003  | 2003-2007  | 2008-2011  | 2012-2015  | 2016-2019  | 2020-2023  |
| -------------- | -------------------------------------------------------------- | ---------- | ---------- | ---------- | ---------- | ---------- | ---------- |
| 小西灣邨       | 瑞福樓、瑞滿樓、瑞益樓、瑞發樓、瑞盛樓、瑞泰樓、瑞明樓及瑞隆樓 | 小西灣選區 | 小西灣選區 | 小西灣選區 | 小西灣選區 | 小西灣選區 | 小西灣選區 |
| 小西灣邨       | 瑞喜樓、瑞樂樓、瑞富樓及瑞強樓                                 | 佳曉選區   | 佳曉選區   | 佳曉選區   | 佳曉選區   | 佳曉選區   | 佳曉選區   |
| 曉翠苑及佳翠苑 |                                                                | 佳曉選區   | 佳曉選區   | 佳曉選區   | 佳曉選區   | 佳曉選區   | 佳曉選區   |

## 知名居民
- 植潔鈴，前任香港島佳曉選區區議員[5]
- 張預東，香港前童星[6]